# Isla Santa Catalina, Mexiko
Isla Santa Catalina är en ö i Mexiko. Den tillhör kommunen Loreto i delstaten Baja California Sur, i den västra delen av landet. Ön är obebodd och dess area är 38,9 kvadratkilometer.

## Biologi

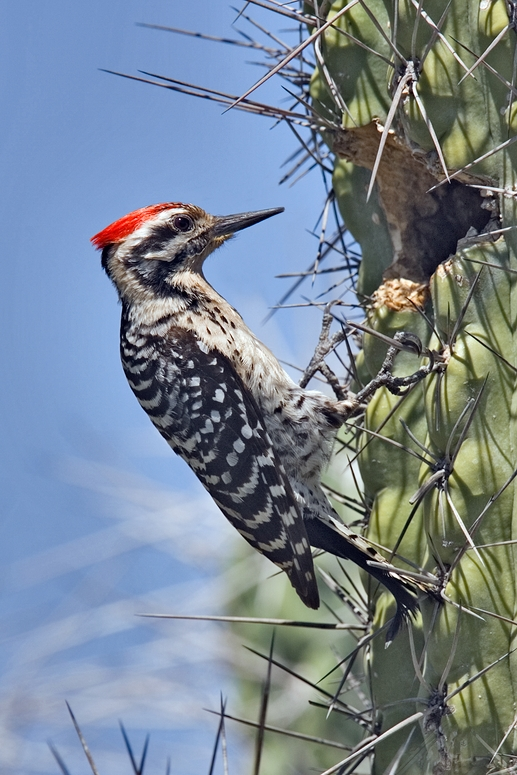
Picoides scalaris

### Fauna
Kaktusen Ferocactus diguetii, som är endemisk för Californiaviken växer sina högsta exemplar på Isla Santa Catalina.

### Fåglar
- Picoides scalaris
- Melanerpes uropygialis
- Zenaida asiatica
- Amphispiza bilineata
- Cardinalis cardinalis
- Haemorhous mexicanus

### Reptiler
Dessa sju reptiler är endemiska för Isla Santa Catalina och några har namngivits efter ön.
- Aspidoscelis catalinensis
- Crotalus catalinensis
- Dipsosaurus catalinensis
- Lampropeltis catalinensis
- Phyllodactylus bugastrolepis
- Sceloporus lineatulus
- Uta squamata